# Horst Michna
Horst Michna (* 19. September 1954 in Hamborn; † 10. Mai 2007 in München) war ein deutscher Arzt und Sportwissenschaftler.

## Leben
Nach dem Abitur im Jahre 1973 diente Horst Michna bis 1975 in der Bundeswehr und schied als Leutnant der Reserve aus. Von 1975 bis 1980 studierte er die Fächer Biologie und Medizin an den Universitäten Lübeck, Bochum, Würzburg, Köln und an der Deutschen Sporthochschule Köln das Fach Sport. Daneben widmete er sich dem Rudersport und errang im Vierer ohne Steuermann in den Jahren 1976 und 1977 die deutsche Meisterschaft.
Von 1980 bis 1983 arbeitete er für seine Promotion in den Bereichen Kardiologie, experimentelle Morphologie und Sportmedizin an der Sporthochschule Köln. Im Jahre wurde er mit der Dissertation Zur Ultrastruktur der Sehne und ihrer Skelettmuskelverbindung: Altersveränderungen – Trainingsanpassung – Doping mit Anabolika zum Doktor der Sportwissenschaften promoviert.
An der Universität Lübeck von 1983 bis 1986 absolvierte er ein Promotionsstudium in den Fächern Biochemie, Anatomie und Biologie, um 1986 mit der Arbeit Das Monocyten-Makrophagen System des Menschen: Methodische Neuerung – Theoretische Beiträge – Experimentelle Weiterführung in vitro und in vivo den Doktortitel der Naturwissenschaften zu erlangen. An der Medizinischen Universität Lübeck bestand er 1987 die ärztliche Vorprüfung.
Dort habilitierte er sich 1990 im Fach Anatomie mit dem Thema Funktionelle, experimentelle und klinische Anatomie kollagenfaserigen Bindegewebes und bekam im gleichen Jahr die venia legendi für das Fach Anatomie an der Medizinischen Universität Lübeck. Im Juli 1995 wurde er als Universitätsprofessor an die Sporthochschule Köln an das Institut für Morphologie und Tumorforschung berufen. An der Medizinischen Universität Lübeck wurde er als außerplanmäßiger Professor für Anatomie berufen.
2002 übernahm er den Lehrstuhl für Gesundheitsförderung an der TU München. Als Experte für Fragen des Dopings gehörte er seit 2003 der Nationalen Anti-Doping-Agentur (NADA) an. In dieser Funktion beteiligte er sich auch an der Aufsetzung eines Anti-Doping-Gesetzes. Im Jahre 2007 wurde er am 1. Januar zum Direktor des Instituts für Dopinganalytik und Sportbiochemie in Kreischa bei Dresden ernannt.
Dem Rudersport blieb er auch nach seiner aktiven Zeit als Sportler verbunden. So betreute er den deutschen Achter im Ruderzentrum Berlin im Rahmen der Vorbereitungen auf die Olympiade in Seoul im Jahre 1988. Weiterhin war tätig im Lehrausschuss des deutschen Ruderverbandes.
Er verstarb am 10. Mai 2007 an Krebs. Er war mit Silke Isabel Metzelthin verheiratet.

## Schriften
- Anabolika und Sportschäden an Sehnen. Deutsche Sporthochschule, Köln 1984, ISBN 3-88345-311-0
- The Human Macrophage-System Activity and Functional Morphology. In: Bibliotheca Anatomica,  Nr. 31, 1988, ISBN 3-8055-4641-6
- Sportanatomie, mit Christiane Peters und Thorsten Schulz. 2005, ISBN 3-405-16736-1